# Барон Стамп
Барон Стамп из Шортлендса в графстве Кент — наследственный титул в системе Пэрства Соединённого королевства. Он был создан 28 июня 1938 года для государственного служащего, промышленника, экономиста, статистика и банкира, сэра Джозайи Стампа (1880—1941). Его старший сын, Уилфред Карлайл Стамп, 2-й барон Стамп (1914—1941), стал рекордсменом, пробыв в звании пэра самый короткий отрезок времени. 16 апреля 1941 года 1-й барон Стамп погиб во время немецкой бомбардировки, как и его сын Уилфред. С юридической точки зрения он, предположительно, погиб за долю секунды после смерти своего отца, следовательно, унаследовав титул за этот короткий промежуток времени. Ему наследовал его младший брат, Тревор Чарльз Стамп, 3-й барон Стамп (1917—1987). 
По состоянию на 2024 год носителем титула являлся его внук, Николас Чарльз Тревор Стамп, 5-й барон Стамп (род. 1978) — сын Тревора Чарльза Босуорта Стампа, 4-го барона Стампа (1935—2022), который стал преемником своего отца в 2022 году, который, как и его отец, был врачом.

## Бароны Стамп (1938)
- 1938—1941: Джозайя Чарльз Стамп, 1-й барон Стамп (21 июня 1880 — 16 апреля 1941), сын Чарльза Стампа (1852—1935)[1];
- 1941—1941: Уилфред Карлайл Стамп, 2-й барон Стамп (28 октября 1914 — 16 апреля 1941), старший сын предыдущего[2];
- 1941—1987: Тревор Чарльз Стамп, 3-й барон Стамп (13 февраля 1917 — 16 ноября 1987), младший брат предыдущего[3];
- 1987—2022: Тревор Чарльз Босуорт Стамп, 4-й барон Стамп (18 сентября 1935 — 20 октября 2022), старший сын предыдущего[4];
- 2022 — настоящее время: Николас Чарльз Тревор Стамп, 5-й барон Стамп (род. 27 февраля 1978), единственный сын предыдущего[5];
  - Наследник титула: достопочтенный Лео Чарльз Кси Стамп (род. 8 декабря 2021)[6].